# Иори, Диего
Диего Иори (итал. Diego Iori, родился 20 мая 1986 в Кавалезе) — итальянский хоккеист, левый нападающий клуба «Азиаго» и сборной Италии.

## Карьера

### Клубная
Воспитанник школы клуба «Фасса», дебютировал в его составе в сезоне 2003/2004 в Серии А: забросил три шайбы и отдал четыре голевые передачи в 28 встречах. С 2010 по 2012 годы капитан клуба, в сезоне 2011/2012 установил личный рекорд в 42 очка (20 голов и 22 голевые передачи) при 43 сыгранных матчах регулярного первенства. Летом 2012 года Иори, сыграл 333 матча и набрав 172 очка за карьеру, покинул «Фассу» и перешёл в «Милано Россоблю». Проведя там всего один сезон, он вскоре досрочно аннулировал контракт и вернулся в «Фассу». С сезона 2014/2015 выступает за «Азиаго» с целью выступления на Континентальном Кубке.

### В сборной
Выступал за сборные до 18 и до 20 лет. Дебютировал за сборную в чемпионате Первого дивизиона 2009 года, выступал с ней в Первом дивизионе в 2011 году, а в 2012 году и на основном на чемпионате мира в Высшем дивизионе.